# Tigisi in Numidia
Tigisi in Numidia (łac. Diocesis Tigistanus in Numidia) – stolica historycznej diecezji we Cesarstwie rzymskim w prowincji Numidia. Zlikwidowana w VII w. podczas ekspansji islamskiej, współcześnie w północnej Algierii. Obecnie katolickie biskupstwo tytularne. 

## Biskupi tytularni
| Lp. | Biskup                     | Funkcja                                                 | Od                   | Do                   |
| --- | -------------------------- | ------------------------------------------------------- | -------------------- | -------------------- |
| 1   | Michel Coppenrath          | biskup koadiutor Papeete (Polinezja Francuska)          | 16 lutego 1968       | 5 marca 1973         |
| 2   | Mogale Paul Nkhumishe      | biskup pomocniczy Lydenburg-Witbank (Południowa Afryka) | 5 listopada 1981     | 9 stycznia 1984      |
| 3   | Aldo Maria Lazzarín Stella | wikariusz apostolski Aysén (Chile)                      | 15 maja 1989         | 16 października 2010 |
| 4   | Peter Comensoli            | biskup pomocniczy Sydney (Australia)                    | 20 kwietnia 2011     | 20 listopada 2014    |
| 5   | Denis Jachiet              | biskup pomocniczy Paryża (Francja)                      | 25 czerwca 2016      | 2 października 2021  |
| 6   | Gerardo Miguel Nieves Loja | biskup pomocniczy Guayaquil (Ekwador)                   | 23 października 2021 |                      |